# Aku (langue)
Pour les articles homonymes, voir Aku.
L'aku est une langue parlée en Gambie par les Aku. C'est un créole d'anglais, dialecte du krio.